# Paul Cox
Paulus Henrique Benedictus ("Paul") Cox (Venlo, 16 april 1940 – Brisbane, 18 juni 2016) was een Australisch regisseur van Nederlandse afkomst. Midden jaren 60 emigreerde hij naar Melbourne (Australië).
In Australië begon hij als fotograaf, midden jaren 70 begon hij met het maken van kleine films. Hij werkte later als regisseur onder andere met schrijvers als John Clarke en Bob Ellis.
Hij maakte in zijn carrière zo'n negentien films waaronder Lonely Hearts, Man of Flowers en My First Wife. In 1987 maakte hij een documentaire over het leven van Vincent van Gogh. In 2015 was hij betrokken bij de film "Force of Destiny".
Cox overleed op 76-jarige leeftijd aan leverkanker in Australië.

## Films geregisseerd door Cox
- 1968 · Skindeep
- 1972 · The Journey
- 1975 · We Are All Alone My Dear
- 1975 · The Island
- 1976 · Illuminations
- 1977 · Inside Looking Out
- 1979 · Kostas
- 1980 · The Kingdom of Nek Chand
- 1981 · Lonely Hearts
- 1983 · Man of Flowers
- 1984 · My First Wife
- 1986 · Cactus
- 1987 · Vincent
- 1989 · Island
- 1990 · Golden Braid
- 1991 · A Woman's Tale
- 1992 · The Nun and the Bandit
- 1993 · Touch Me
- 1994 · Exile (1994)
- 1996 · Lust and Revenge
- 1997 · The Hidden Dimension
- 1999 · Molokai: The Story of Father Damien
- 2000 · Innocence
- 2001 · The Diaries of Vaslav Nijinsky
- 2004 · Human Touch
- 2005 · The Remarkable Mr. Kaye
- 2008 · Salvation
- 2014 · Force of Destiny

## Prijzen
- 1984 · Valldolid International Film Festival - Golden Spike: Man of Flowers
- 1984 · AFI Award - Best Director & Best Screenplay: My First Wife
- 1986 · Flanders International Film Festival - Golden Spur: My First Wife
- 1992 · Flanders International Film Festival - Golden Spur: A Woman's Tale
- 1993 · Brisbane International Film Festival - Chauvel Award: for dintiguished contribution to Australian Cinema
- 2000 · Internationaal filmfestival van Taormina - FIPRESCI Prize: Innocence
- 2000 · Festival des films du monde de Montréal - Grand Prix des Amériques: Innocence
- 2000 · IF Awards - Best Feature Film: Innocence
- 2003 · Montréal International Festival of Films on Art - Jury Prize: The Diaries of Vaslav Nijinsky
- 2004 · Festival des films du monde de Montréal - Grand Prix des Amériques: Human Touch
- 2011 · International Filmfestival for Cameraman Golden Eye, Georgia - Best TV Cameraman Work (crew)